# Покрово-Иртышское
Покрово-Иртышское — деревня в Омском районе Омской области России. Входит в состав Комсомольского сельского поселения. Население 509 чел. (2010) .

## История
В 1928 г. село Покровско-Иртышское состояло из 380 хозяйства, основное население — русские. Центр Покровско-Иртышского сельсовета Ачаирского района Омского округа Сибирского края .
В соответствии с Законом Омской области от 30 июля 2004 года № 548-ОЗ «О границах и статусе муниципальных образований Омской области» деревня вошла в состав образованного муниципального образования «Комсомольское сельское поселение». 

## География
Покрово-Иртышское находится  на юге центральной части региона,   на р.Иртыш .

## Население
| 2006 | 2010 |
| ---- | ---- |
| 543  | ↘509 |

деревня Покрово-Иртышское
Гендерный состав
По данным Всероссийской переписи населения 2010 года в гендерной структуре населения из 509 человек мужчин — 234, женщин — 275	(46,0 и 54,0 % соответственно)
Национальный состав
В 1928 г. основное население — русские.
Согласно результатам переписи 2002 года, в национальной структуре населения русские составляли 92 % от общей численности населения в 539 чел. .

## Инфраструктура
Развитое сельское хозяйство. Личное подсобное хозяйство. 

## Транспорт
На северной окраине проходит федеральная автодорога А-320